# Deer Lodge (Montana)
Deer Lodge es una ciudad ubicada en el condado de Powell en el estado estadounidense de Montana. En el Censo de 2010 tenía una población de 3111 habitantes y una densidad poblacional de 834,14 personas por km².

## Geografía
Deer Lodge se encuentra ubicada en las coordenadas 46°23′51″N 112°43′59″O / 46.39750, -112.73306. Según la Oficina del Censo de los Estados Unidos, Deer Lodge tiene una superficie total de 3.73 km², de la cual 3.73 km² corresponden a tierra firme y (0%) 0 km² es agua.

## Demografía
Según el censo de 2010, había 3111 personas residiendo en Deer Lodge. La densidad de población era de 834,14 hab./km². De los 3111 habitantes, Deer Lodge estaba compuesto por el 96.79% blancos, el 0.61% eran afroamericanos, el 0.84% eran amerindios, el 0.58% eran asiáticos, el 0.03% eran isleños del Pacífico, el 0.03% eran de otras razas y el 1.13% pertenecían a dos o más razas. Del total de la población el 1.22% eran hispanos o latinos de cualquier raza.

## Ciudadanos célebres
El entrenador de baloncesto Phil Jackson es nativo de la ciudad.